# Alauna (Maryport)
Alauna, aussi appelé fort de Maryport, est un fort côtier romain situé à Maryport, dans le comté de Cumbria, au Royaume-Uni. Il fait partie de la ligne de fortifications prolongeant le mur d’Hadrien le long de la côte après que celui-ci s’achève à Bowness-on-Solway.

## Garnison
À sa construction sous le règne d’Hadrien, le fort est occupé par la cohors I Aelia Hispanorum milliaria equitata, une cohorte d’auxiliaires mêlant infanterie et cavalerie avec un effectif théorique d’environ mille hommes. Quelques décennies plus tard, à l’époque d’Antonin, le site est occupé par la cohors I Delmatarum quingenaria, le nombre de soldats est ainsi plus faible avec environ cinq cents hommes et il n’y a plus de cavalerie. À l’époque de Marc-Aurèle, c’est la cohors I Baetasiorum quingenaria civium Romanum ob virtutem et fidem qui est présente sur place.
Au IIIe siècle, le fort est occupé par la cohors III quingenaria puis par des vexillations de la legio XX Valeria Victrix.

## Musée
Le Senhouse Roman Museum, qui se trouve à côté du fort, est un musée privé dont la collection a commencé à être constituée vers le milieu du XVIe siècle, ce qui en fait l’une des plus anciennes collections de Grande-Bretagne. Les pièces les plus notables de la collection sont un ensemble d’autels dédiés à des divinités romaines comme Jupiter, Vulcain ou Minerve, mais aussi d’inspiration orientale tel Sol Invictus et locale, par exemple Épona.